# 魔獸戰場
是一部2008年科幻電影，由霍华德·麦凯恩執導，吉姆·卡維佐主演。

## 劇情
電影開始時有一艘太空船衝入了地球的大氣層，降落在公元706年的挪威。一位名叫開能（港譯基爾）的來自另一個世界的士兵（主角）從太空船的殘骸中逃出後不久，就被維京人捉走了，而伴隨開能一起來到地球的原來還有一隻叫毛文的復仇生物。當毛文在維京世界大開殺戒，開能和原始而兇悍的維京人結盟備戰，此時卻遭受到另一維京部落的攻擊。結果，進攻者敗退，雙方都損失慘重。當落敗者撤退進森林時遇到了毛文的屠殺，他們被迫返回原來敵對的部落躲避。由於大家都目睹毛文的暴行，於是雙方停戰共同抗敵。在激烈的戰鬥後，維京部落的領袖身亡，人類（包括開能）死傷慘重。大部分人因懼怕毛文的兇殘，都離開了家園，另覓新居，只有主角和少數戰士選擇了留下與毛文作最後決戰。

## 演员
| 演员          | 角色   | 备注                         |
| 吉姆·卡維佐   | 凯南   | 太空旅行者                   |
| 索菲亚·迈尔斯 | 索菲娅 | 国王的女儿                   |
| 杰克·休斯顿   | 伍飞   | 国王继承人，后来被毛文所杀。 |
| 约翰·赫特     | 纳夫   | 国王                         |
| 朗·普尔曼     | 盖纳尔 | 邻村王                       |
| 艾丹·迪瓦恩   |        | 埃纳尔                       |

## 腳注
1. ↑  （英文）Hopewell, John. . Variety (Reed Business Information). 2008-02-22  [2008-08-06]. （原始内容存档于2009-02-26）.
2. ↑  （英文）. Box Office Mojo.   [7 August 2011]. （原始内容存档于2018-09-28）.

## 外部連結
- （英文）《魔獸戰場》在互聯網電影數據庫（IMDb）網站上的頁面
- （英文）《魔獸戰場》 （页面存档备份，存于）在爛番茄網站上的頁面
- （英文）毛文的設計 （页面存档备份，存于）在G4網站上的頁面
- （英文）英國官方網站
- （英文）電影預告片